# Emre Taşdemir
Emre Taşdemir (Ankara, 8 de agosto de 1995) es un futbolista turco que juega en la demarcación de defensa para el Gaziantep F. K. de la Superliga de Turquía.

## Selección nacional
Tras jugar con la selección de fútbol sub-15 de Turquía, la sub-16, la sub-17, la sub-19, la sub-20 y la sub-21, finalmente hizo su debut con la selección absoluta el 8 de junio de 2015 en un encuentro amistoso contra Bulgaria, partido que finalizó con un resultado de 4-0 a favor del combinado turco tras un doblete de Hakan Çalhanoğlu y otro de Burak Yılmaz.

## Clubes
| Club                 | País    | Año       | Partidos | Goles |
| -------------------- | ------- | --------- | -------- | ----- |
| MKE Ankaragücü       | Turquía | 2013-2014 | 30       | 6     |
| Bursaspor            | Turquía | 2014-2019 | 70       | 2     |
| Galatasaray S. K.    | Turquía | 2019-2020 | 17       | 0     |
| Kayserispor (cedido) | Turquía | 2020      | 10       | 0     |
| Galatasaray S. K.    | Turquía | 2020-2021 | 14       | 0     |
| Giresunspor (cedido) | Turquía | 2021-2022 | 19       | 0     |
| Galatasaray S. K.    | Turquía | 2022-2023 | 6        | 1     |
| Pendikspor           | Turquía | 2023-2024 | 13       | 0     |
| Gaziantep F. K.      | Turquía | 2024-     | 19       | 1     |

## Palmarés

### Campeonatos nacionales
| Título               | Club              | País    | Año  |
| -------------------- | ----------------- | ------- | ---- |
| Superliga de Turquía | Galatasaray S. K. | Turquía | 2019 |
| Copa de Turquía      | Galatasaray S. K. | Turquía | 2019 |
| Supercopa de Turquía | Galatasaray S. K. | Turquía | 2019 |
| Superliga de Turquía | Galatasaray S. K. | Turquía | 2023 |